# Liste de personnalités franc-comtoises
Cet article présente une liste de personnalités de Franche-Comté, une région de France.

## Arts et littérature

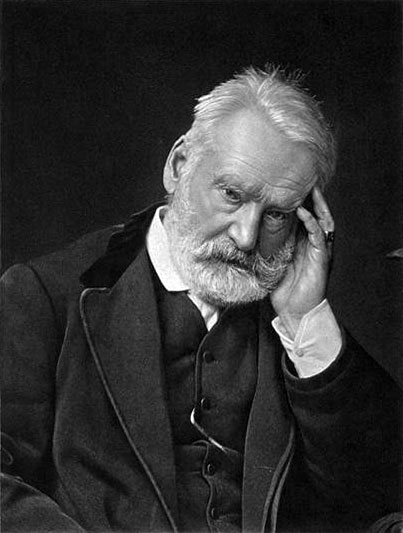
C'est à Besançon qu'est né Victor Hugo en 1802

- Marcel Aymé : écrivain, lauréat du prix Renaudot.
- Titouan Faivre (1997), auteur et illustrateur de Bande dessinée.
- Hugues Babet (1474-1556), philosophe et poète, enseigna le grec ancien dans les plus grandes universités européennes, né à Saint-Hyppolyte.
- Tristan Bernard : romancier et auteur dramatique, né à Besançon.
- André Besson : écrivain et journaliste né en 1927 à Dole.
- Robert de Boron, écrivain du XIIIe siècle né à Boron, auteur de plusieurs romans sur le Graal.
- Luc Breton : sculpteur, né à Besançon en 1800.
- Marie-France Briselance : écrivain et scénariste, née à Dole le 29 avril 1945.
- Georges Colomb dit Christophe : dessinateur, né à Lure. Créateur des personnages Plick et Plock, sapeur Camember, savant Cosinus, La Famille Fenouillard.
- Bernard Clavel : écrivain français, né le 29 mai 1923 à Lons-le-Saunier.
- Gustave Courbet : peintre, chef de file de l'école réaliste française, engagé dans la Commune de Paris, né à Ornans.
- Jacques Courtois : peintre (XVIIe), carrière tardive, à Rome, frère aîné des deux suivants, né à Saint-Hippolyte.
- Guillaume Courtois : peintre (XVIIe), carrière à Rome, le plus doué, né à Saint-Hippolyte.
- Gustave Courtois : peintre et enseignant (XIXe), né à Pusey.
- Jean-François Courtois : peintre (XVIIe), le plus discret.
- Gilbert Cousin (1506-1572) Humaniste de la Renaissance, géographe, théologien et historien, né à Nozeroy.
- Claude Frontin (v1510-1563), ecclésiastique et poète comtois de la Renaissance
- Félix Gaffiot auteur d'un dictionnaire de traduction franco-latin, un collège porte son nom à Quingey, né à Liesle.
- Jean-Léon Gérôme : peintre orientaliste (XIXe), né à Vesoul.
- Louis Gollut (1535-1595) Chroniqueur, historien et maire de Dole
- Victor Hugo : écrivain et homme politique, natif de Besançon.
- Jean-Luc Lagarce : auteur de théâtre, comédien, metteur en scène et directeur de troupe, né à Héricourt.
- Claude Luc (v1510-v1590), graveur et poète. Responsables des écoles de Poligny
- Claude Lullier; sculpteur de la Renaissance
- Jean Mairet (1604-1686)  auteur dramatique
- Xavier Marmier : écrivain académicien né à Pontarlier en 1808.
- Jean Matal (1510-1597) Jurisconsulte, historien, géographe et poète
- Pierre Matthieu (1563-1621) écrivain, poète et dramaturge
- Jean Messagier : peintre, maître du "paysagisme abstrait" (1920-1999), mort à Montbéliard.
- Philippe Minyana : auteur dramatique, metteur en scène, né à Besançon en 1946.
- Charles Nodier : écrivain, romancier et académicien né à Besançon en 1780.
- Louis Pergaud : écrivain, auteur de La Guerre des boutons né le 22 janvier 1882 à Belmont ;  prix Goncourt 1910 avec De Goupil à Margot.
- François Perrier : peintre et graveur(XVIIe), cofondateur de l'Académie royale de peinture et de sculpture, né à Pontarlier.
- Claude Joseph Rouget de Lisle : poète, auteur de la Marseillaise, né le 10 mai 1760 à Lons-le-Saunier.
- Hugues Sambin :  Architecte, sculpteur, menuisier, né vers 1520 à Gray.
- Gérard de Vercel (1480-1544) Poète et philologue de la renaissance

## Cinéma, cirque, musique et théâtre
- Guillaume Aldebert : chanteur.
- Jean Amadou : chansonnier et humoriste né à Lons-le-Saunier.
- Ange : groupe mythique des seventies, précurseur du "rock médiéval" en France.
- Gaspard Augé : membre du duo de musique électronique français Justice.
- Rod Barthet : Chanteur guitariste né à Pontarlier.
- Alex Beaupain : chanteur et compositeur de musiques de films né à Besançon en 1974.
- Michel Blavet : flûtiste né à Besançon en 1700.
- Patrick Bouchitey : est un acteur, réalisateur et scénariste français, né le 11 août 1946 à Plancher-les-Mines, (Haute-Saône).
- Alain Buffard : danseur et chorégraphe, né à Morez.
- Carbon Airways : groupe de musique électronique français, originaire de Gray.
- Le Cirque Plume, compagnie de nouveau cirque créée en 1984.
- Franck Darabont : réalisateur, scénariste de cinéma américain (Les Évadés, La Ligne Verte, The Mist, The Walking Dead), natif de Montbéliard.
- Vincent Ferniot : journaliste et chroniqueur gastronomique français originaire de Valdahon dans le Doubs.
- Edwige Feuillère actrice française de théâtre et de cinéma originaire de Vesoul.
- Claude Goudimel : compositeur né à Besançon ou à Saint-Hippolyte vers 1515-1525.
- Vanessa Guide : actrice française de théâtre et de cinéma, originaire de Besançon.
- Ivanov : groupe de musique originaire du Haut-Doubs.
- Raphaël Jacoulot : réalisateur né à Besançon.
- Damien Jouillerot : acteur français originaire de Besançon.
- Guillaume Meurice, humoriste originaire de Vesoul.
- Tahar Rahim : acteur français originaire de Belfort.
- Lilian Renaud, chanteur né a Mamirolle.
- Jean-François Stévenin : acteur-cinéaste né à Lons-le-Saunier en 1944.
- Hubert-Félix Thiéfaine auteur-compositeur-interprète français originaire de Dole.

## Économie et industrie
- Antoine Augustin Cournot (Gray, 28 août 1801 - Paris, 30 mars 1877) un mathématicien français qui s'intéressa notamment à la formalisation des théories économiques.
- Frédéric Japy (1749-1812) pionnier de l'industrie horlogère.
- Adolphe Kégresse né à Héricourt (1879-1943) : inventeur de la chenille souple pour véhicule.
- Fred Lipmann  né à Besançon le 2 novembre 1905. patron de Lip de 1945 à 1971.
- Henri Maire (1917-2003) Pierre angulaire de la résurrection du vignoble du Jura. Pionnier en France de la vente directe, des foires et de la publicité.
- Laurence Parisot : née le 31 août 1959 à Luxeuil-les-Bains en Haute-Saône), est une chef d'entreprise, vice-présidente de l'Institut français d'opinion publique (IFOP) et présidente du Mouvement des entreprises de France (MEDEF) de juillet 2005 à juillet 2013.
- Armand Peugeot (1849-1915) : (famille Peugeot) un des fondateurs des automobiles Peugeot, leader économique de la région.
- Claude Richard : Né à Ornans le 10 août 1589. Il était un mathématicien, enseignant, écrivain.
- Louis Vuitton né le 4 août 1821 au moulin à eau de Chabouilla près d'Anchay, Jura

## Histoire et militaires
- Thierry Burkhard né à Delle en 1964, chef d'état-major de l'Armée de Terre (2019-2021) puis chef d'état-major des armées (depuis 2021)
- Jean d'Andelot (v1500-1556), militaire et diplomate comtois au service de Charles Quint
- Raymond Aubrac : résistant français à l'Occupation allemande et au régime de Vichy pendant la Seconde Guerre mondiale, (1914-2012), né à Vesoul.
- Jacques-Antoine de Maisod (v1640-v1712) colonel comtois qui défendit le Haut-Jura pendant la conquête de la Franche-comté
- Jean-Baptiste de la Baume-Montrevel (1593-1641) militaire et gouverneur du comté de Bourgogne de 1636 à 1641.
- Philippe de la Baume-Saint-Amour (1616-1688) militaire et gouverneur du comté de Bourgogne de 1661 à 1668.
- Béatrice Ire de Bourgogne (vers 1143-1184), Impératrice du Saint-Empire romain germanique, épouse de Frédéric Barberousse.
- Otte-Guillaume de Bourgogne (v.  960/962 - 1026), premier comte de Bourgogne.
- Renaud III de Bourgogne (vers 1093-1148), le franc-comte.
- Jules Brunet (1838 - 1911), général de l'armée de terre né à Belfort, envoyé au Japon lors de la guerre de Boshin.
- Philippe-François de Bussolin (1605-1637) colonel comtois durant la guerre de dix ans
- Philibert de Chalon (1502-1530), Capitaine général de l'armée impériale de Charles Quint et dernier Ivrée de Bourgogne.
- Hugues Cousin, dit le vieux (1511-v1580), mémorialiste, militaire, valet de chambre et fourrier le cour impériale de Charles Quint.
- Hugues Cousin (le jeune) (1515-v1600), militaire et cartographe, fourrier le cour de Philippe II
- Pierre Denfert-Rochereau, né à Versailles en 1823, militaire français responsable de la défense de Belfort pendant la guerre de 1870.
- Henri Fertet : résistant né à Seloncourt en 1926.
- Louis de La Verne (1577-1654), militaire défenseur de Dole lors de son siège de 1636.
- Lacuzon (1607-1681), résistant franc-comtois durant les guerres du XVIIe siècle opposant la France et la Franche-Comté.
- Jean Le Michaud d'Arçon :né à Besançon en 1733, créateur des lunettes à réduit et à feux de revers.
- François-Paul de Lisola, diplomate.
- Philippe Loyte d'Aresches, mort en 1511,militaire, vainqueur des français à Dournon, Grand maître de la saunerie de Salins.
- Claude de Mâcon d'Esboz, militaire défenseur de Vesoul et Faucogney en 1674
- Jacob François Marola dit Marulaz : militaire né à Zeiskam en 1769.
- Bon Adrien Jeannot de Moncey, né à Moncey en 1754, maréchal de France, inspecteur général de la gendarmerie.
- Charles Antoine Morand : militaire né à Pontarlier en 1771.
- Henri Mouhot (1826-1861) : explorateur, découvreur des ruines d'Angkor.
- Jean Ier de Neufchâtel-Montaigu (1378/79-1433), diplomate et militaire aux services de Jean Ier de Bourgogne et Philippe le Bon, seul survivant du pont de Montereau.
- Jean-Charles Pichegru : né à Arbois en 1761, "Sauveur de la Patrie" lors de la Révolution française, il trahit, compromis dans le coup d'État du 18 fructidor an V.
- Guillaume de Pontamougeard (1628-1689) militaire, défenseur de Salins lors de son siège de 1674
- Jean de Poupet (1512-1564) militaire, chambellan et ambassadeur de Charles Quint
- Simon de Quingey (1448-1523), militaire comtois, défenseur de Dole en 1477
- Christophe de Raincourt (1601-1638) militaire comtois pendant la guerre de Trente ans, défenseur de Lons en 1637
- Cadet Rousselle : Né à Orgelet en 1743, qui a donné son nom à une célèbre chanson.
- César de Saix d'Arnans, mort en 1648, militaire comtois, supérieur de Lacuzon pendant la guerre de Dix ans.
- Guillaume de Vaudrey (v1415-1479) chevalier et chef militaire comtois
- Claude de Vaudrey (1443-1518) chevalier et chef militaire comtois, neveu du précédent
- Jean de Vienne (Dole, 1321 ou 1341[1] - Nicopolis (Bulgarie), 1396), seigneur de Roulans en Franche Comté, était un général et amiral français durant la guerre de Cent Ans.
- Joseph Frederick Wallet Desbarres (1729-1824) : cartographe, précepteur de Cook, cofondateur de la ville de Sydney.
- Gérard de Watteville (1575-1637), commandant des troupes comtoises de 1632 à 1637.
- Raymond Faivre (1910- 1944), instituteur et Résistant Français durant la Seconde Guerre mondiale.

## Politique sociologie et religion

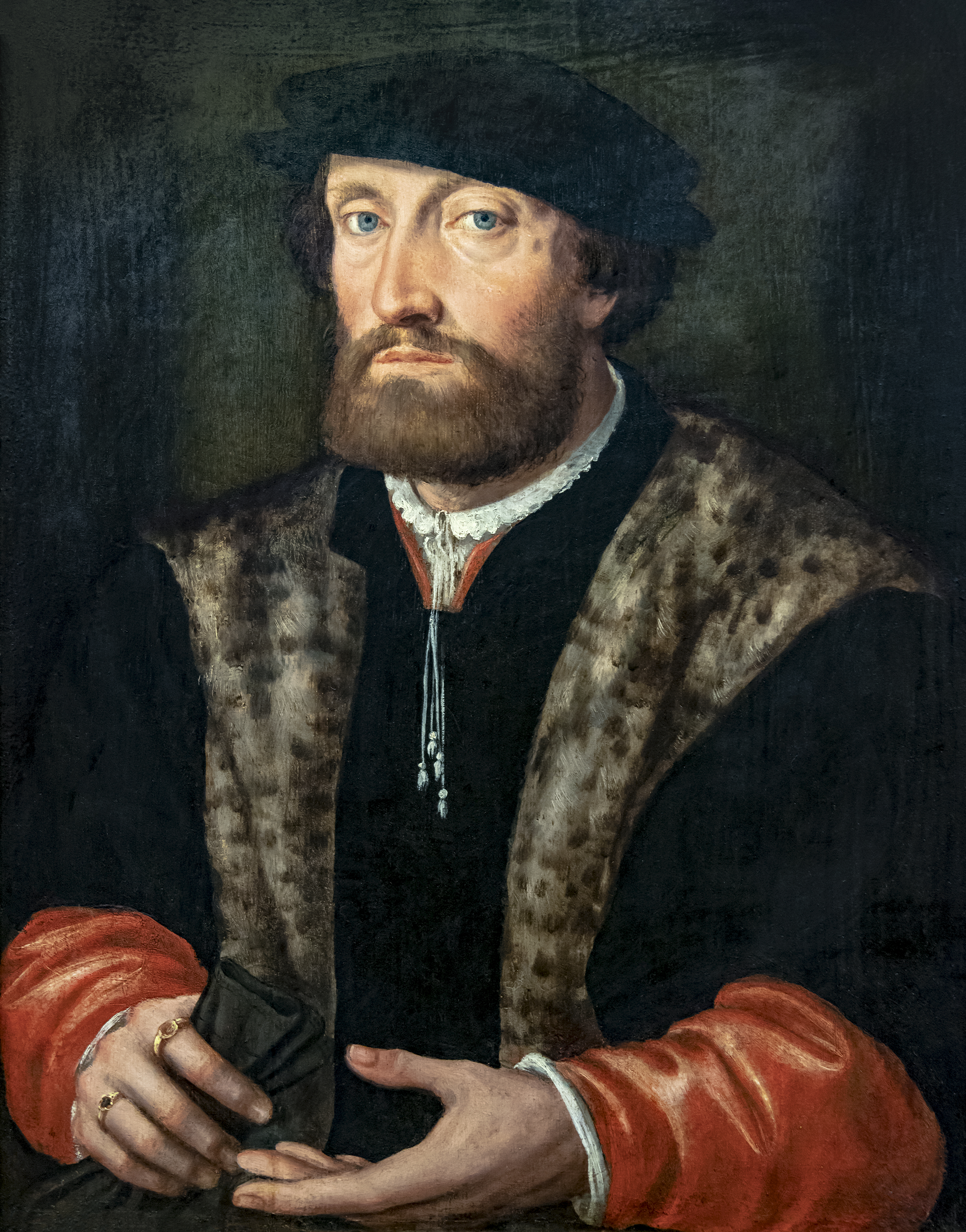
Cardinal Granvelle par Frans Floris

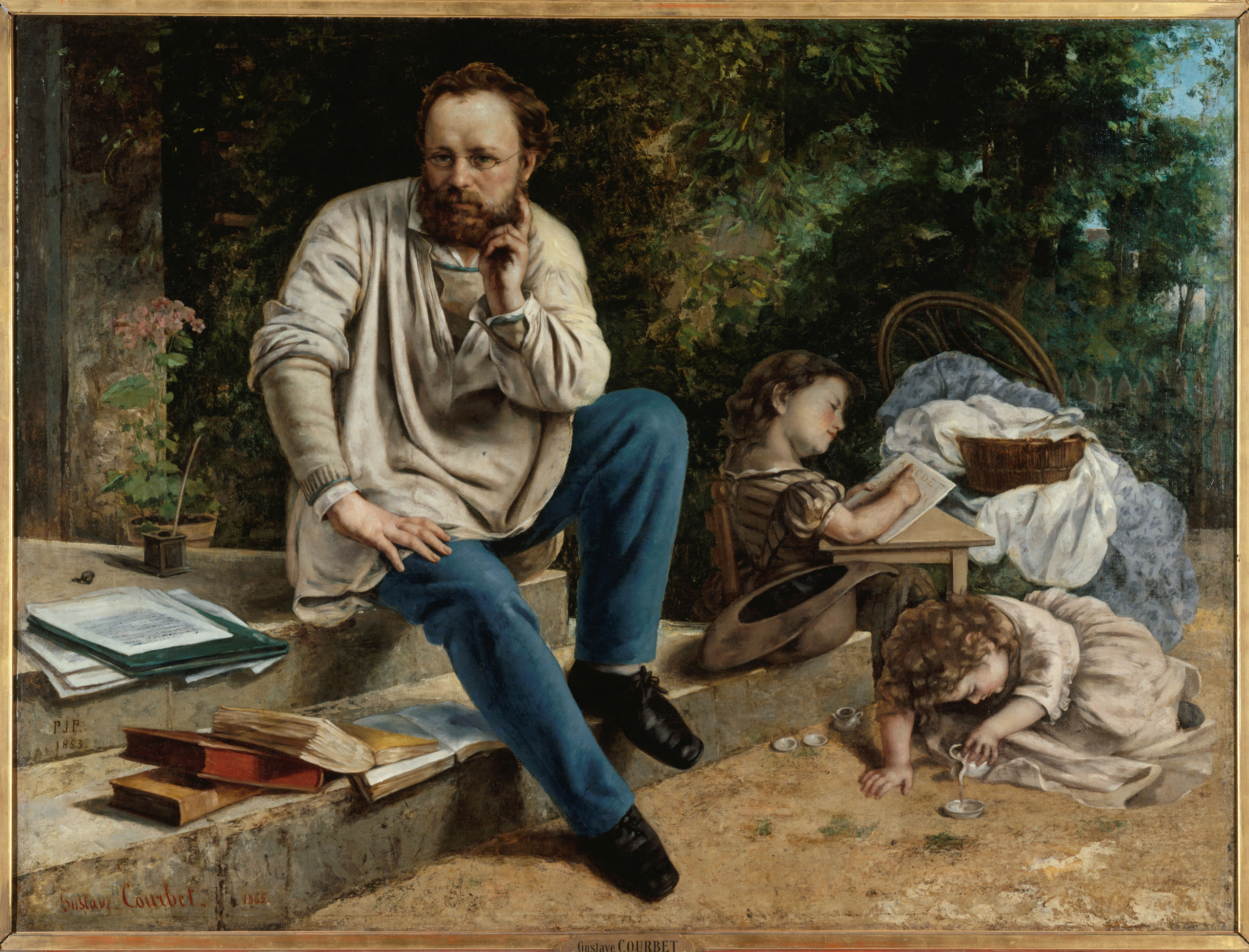
Proudhon et ses enfants par Gustave Courbet

- Pierre Joseph de Beauchamp  diplomate et Astronome, né à Vesoul.
- François Bonvalot (v1495-1560) ecclésiastique et homme politique comtois
- Victor Bérard : né en 1864 à Morez, helléniste et expert en politique étrangère.
- Henry Boguet : Grand Juge de Saint-Claude (1596 à 1616) né à Pierrecourt et démonologue.
- Jules Bonnot : né à Pont-de-Roide-Vermondans, anarchiste français, meneur d'un groupe illégaliste.
- Antoine Brun (1599-1654), parlementaire, diplomate et pamphlétaire comtois
- Calixte II : né Guy de Bourgogne, pape élu en 1119, né à Quingey.
- Jean-Pierre Chevènement : né à Belfort, homme politique socialiste.
- Georges Cogniot : écrivain, philosophe et homme politique communiste, né à Montigny-lès-Cherlieu.
- Victor Considerant :économiste et sociologue né à Salins-les-Bains en 1808.
- Désiré (1795-1869) et Armand (1797-1867) Dalloz : deux frères nés à Septmoncel, éditeurs de codes juridiques et autres manuels de droit.
- Edgar Faure : homme politique radical, comtois d'adoption.
- Raymond Forni : né le 20 mai 1941 à Belfort, décédé le 5 janvier 2008 à Paris; homme politique socialiste.
- Charles Fourier, né le 7 avril 1772, à Besançon[2] : Penseur, socialiste utopiste.
- Balthazar Gérard (1557 - 1584) né à Vuillafans. Il est connu pour avoir assassiné Guillaume Ier d'Orange-Nassau.
- Nicolas de Gilley (mort le 27 août 1563), gentilhomme de la maison de l’Empereur et ambassadeur de Charles Quint
- Jean Girardot de Nozeroy (1580-1651) historien et homme politique comtois pendant la guerre de Dix ans.
- Thomas Gousset : cardinal, archevêque de Reims, né à Montigny-lès-Cherlieu.
- Philippe Grenier : né à Pontarlier, médecin, républicain converti à l'islam, député.
- Jules Grévy : président de la République française.
- Paulette Guinchard-Kunstler : femme politique française, née le 3 octobre 1949 à Reugney (Doubs), ancienne députée et secrétaire d'État.
- Jenny d'Héricourt : écrivaine féministe révolutionnaire.
- Jean Lallemand (1470 - 1560)  conseiller et diplomate de Charles Quint
- Jean-Luc Mélenchon, homme politique, cofondateur du Parti de gauche, diplômé de l'université de Franche-Comté.
- Jacques de Molay : né vers 1243 à Molay Haute-Saône, dernier grand maître des Templiers.
- Pierre Moscovici : homme politique né à Paris en 1957.
- Nicolas Perrenot de Granvelle (1484-1550), chancelier, garde des Sceaux, premier conseiller de l'empereur Charles Quint.
- Antoine Perrenot de Granvelle (20 août 1517 à Ornans - 21 septembre 1586 à Madrid), évêque d'Arras, archevêque de Malines puis cardinal, diplomate, conseiller d'État de l'empereur germanique Charles Quint, puis de son fils le roi Philippe II d'Espagne.
- Guillaume de Poupet (1506-1583) abbé de Baume les Messieurs et homme politique comtois
- Pierre Joseph Proudhon : sociologue et journaliste né à Besançon en 1809.
- Simon Renard de Bermont, né en 1513 à Vesoul, mort le 8 août 1573 à Madrid. Conseiller de l'empereur Charles Quint et de son fils Philippe II d'Espagne, ambassadeur d'Espagne en France et en Angleterre.
- Dominique Voynet (1958-) : née à Montbéliard, femme politique écologiste, ancienne ministre.

## Sciences, techniques et industrie

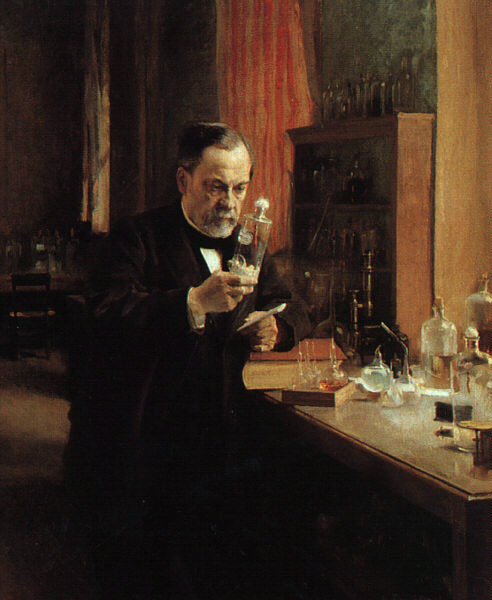
Louis Pasteur est né en 1822 à Dole (Tableau d'Albert Edelfelt)

- Édouard Belin : (Vesoul, 5 mars 1876 - Territet, en Suisse, 4 mars 1963) inventeur du bélinographe.
- Léon Bérard : né à Morez (Jura) en 1870, chirurgien à Lyon. Pionnier de la chirurgie thoracique et anticancéreuse.
- Xavier Bichat : médecin anatomiste né à Thoirette.
- Jean-Claude Bouquet : mathématicien né à Morteau.
- Hilaire de Chardonnet : inventeur de la soie artificielle, né à Besançon.
- Antoine Augustin Cournot : (Gray, 28 août 1801 - Paris, 30 mars 1877) mathématicien français.
- Georges Cuvier : paléontologue né à Montbéliard.
- Maurice Deloraine (1898-1991) : inventeur du système « huff-duff » qui permet d'éviter les torpilles ennemies.
- Jacques-Joseph Ebelmen (1814-1852) : géochimiste né à Baume-les-Dames.
- Alexis Godillot : manufacturier né à Besançon en 1816.
- Pierre-Henri Hugoniot (1851-1887) : mathématicien et physicien en la mécanique des fluides et Onde de choc, né à Allenjoie.
- Claude François Jouffroy d'Abbans inventeur du bateau à vapeur.
- Antide Janvier (1751-1835) : horloger et mécanicien astronome, né à Lavans-lès-Saint-Claude.
- Pierre-Alexandre Lemare (1766-1835) : homme politique, éducateur, linguiste et inventeur français, né à Grande-Rivière.
- Claude Lorius, né en 1932 à Besançon, glaciologue.
- Auguste et Louis Lumière : inventeurs du cinéma, nés à Besançon.
- Pierre Marti (1891-1938) : inventeur du système de sondage sous-marin par ultra-sons, né à Montbéliard.
- Étienne Œhmichen (1884-1955) : inventeur et premier vol en hélicoptère en 1921.
- Georges Frédéric Parrot (1767-1852): biologiste, né à Montbéliard.
- Louis Pasteur : (Dole 1822; Villeneuve-l'étang 1895) chimiste et biologiste, découvreur des microbes et de plusieurs vaccins.
- Eugène Péclet (1793-1857), physicien né à Besançon, auteur d'un traité élémentaire en physique et d'un traité en thermique (Nombre de Péclet).
- Pierre François Percy : chirurgien né à Montagney en 1754.
- Alexis-Thérèse Petit (1791-1820), né à Vesoul, physicien en chaleur massique des métaux (loi Dulong et Petit).
- Famille Peugeot : industriels du pays de Montbéliard depuis le début du XIXe siècle.
- Claude Pouillet, physicien et homme politique né à Cusance (Doubs), (1790-1868), travailla sur les forces électromotrices et inventa la boussole des tangentes.
- Lucien Quélet (1832-1899): mycologue, né à Montbéliard.
- René Thom (1923-2002) : mathématicien, né à Montbéliard.
- Pierre Vernier, (1580-1637), né et mort à Ornans, inventeur du vernier.
- Paul-Émile Victor explorateur, directeur des expéditions polaires françaises.

## Sport
- Jean-Noël Arbez : multi-médaillé olympique en ski alpin paralympique aux J.O. de Nagano (1998), né à Saint-Claude.
- Patrice Bailly-Salins : médaillé en biathlon aux J.O. de Lillehammer (1994), né à Morez.
- Hervé Balland : champion de ski (nordique), né à Champagnole.
- Florence Baverel-Robert : médaillée en biathlon aux J.O. de Turin (2006), née à Pontarlier.
- Nadir Belhadj : Ancien footballeur du R.C. Lens, né à Saint-Claude.
- Élodie Bourgeois-Pin : championne de ski (nordique), née à Champagnole.
- Nathalie Bouvier : championne de ski (alpin), née aux Rousses.
- Édouard Butin, né le 13 juin 1988 à Dole (Jura), est un footballeur français qui évolue au poste d'attaquant à Belfort.
- Albert Cartier (1960), footballeur et entraîneur professionnel, né à Vesoul.
- Julien Casoli (1982), athlète paralympique, médaillé olympique membre de l'Équipe de France, né à Vesoul.
- Alain Carminati : rugbyman, né à Champagnole.
- François Châtelet (1939), athlète professionnel spécialiste du 800 mètres, né à Vesoul.
- Gérard Cholley (1945), ancien rugbyman, Grand chelem 1977, Pilier, né à Fontaine-lès-Luxeuil.
- Georges Cotin (1951-2018), septuple champion de France de boxe anglaise (catégorie super plume), né à Lure.
- Vincent Defrasne : multi-médaillé olympique en biathlon aux J.O. de Salt Lake City (2002) et Turin (2006), né à Pontarlier.
- Khedafi Djelkhir : vice-champion olympique de boxe né à Besançon.
- Mevlüt Erding : footballeur, né à Saint-Claude.
- Pierre-Alain Frau est un ancien footballeur professionnel français né le 15 avril 1980 à Montbéliard. Il évolue au poste d'attaquant. Il est actuellement entraîneur des U15 du FCSM.
- Emmanuel Front (1973), athlète professionnel français spécialiste du 400 mètres, né à Vesoul.
- Vincent Gauthier-Manuel :skieur handisport français,champion du Monde de Slalom, originaire de Prémanon.
- Laura Glauser, gardienne de handball au FcMetz et en équipe de France, née à Besançon le 23 aout 1993.
- Jean de Gribaldy : cycliste et directeur sportif, né à Besançon.
- Sylvain Guillaume : multi-médaillé en combiné nordique aux J.O. d'Albertville (1992) et Nagano (1998), né à Champagnole.
- Fabrice Guy : multi-médaillé en combiné nordique aux J.O. d'Albertville (1992) et Nagano (1998), né à Pontarlier.
- Morrade Hakkar : est un boxeur professionnel quadruple champion de France, deux fois champion d'Europe et vice-champion du monde (titre unifié).
- Romain Hamouma : footballeur français évoluant au poste de milieu offensif à l'AS Saint-Étienne.Né le  29 mars 1987 à Lure (Haute-Saône).
- Philippe Heberlé : tireur sportif français, né le 21 mars 1963 à Belfort. Il est notamment champion olympique au tir à la carabine à 10 mètres aux Jeux olympiques d'été de 1984 à Los Angeles, et triple champion du monde.
- Michaël Isabey est un footballeur puis entraîneur français, né le 20 février 1975 à Pontarlier dans le département du Doubs. Il est actuellement l'entraineur du Racing Besançon.
- Emmanuel Jonnier : champion de ski (nordique), né à Dijon, a grandi à Saint-Claude.
- Jean Josselin, champion d'Europe de boxe, né à Besançon.
- Morgan Kneisky : Coureur cycliste français champion du monde de scratch en 2009 et Champion du monde de l'américaine 2013, né le 31 août 1987 à Besançon.
- Léo Lacroix : médaillé olympique en ski alpin aux J.O. d'Innsbruck (1964), né à Bois d'Amont.
- Sébastien Lacroix : coureur du combiné nordique français, double champions du monde en 2013 à Val di Fiemme en Italie, né à Saint-Claude.
- Jason Lamy-Chappuis : multi-médaillé en combiné nordique et détient trois globes de cristal et triple champion du monde a vécu dans le Jura à partir de 4 ans.
- Bilel Latreche : Triple champion du monde IBF-Espoir (boxe) et double champion de France professionnel né le 22 octobre 1986 à Dole.
- Amaury Leveaux : champion de natation né à Delle (Territoire de Belfort) le 2 décembre 1985.
- David Linarès footballeur professionnel et entraîneur né à Lons-le-Saunier.
- Vincent Luis (1989), triathlète professionnel, né à Vesoul.
- Arnaud Maire est un joueur de football professionnel français évoluant au poste de défenseur central. Il est né le 6 mars 1979 à Besançon.
- Laurent Mangel (1981), coureur cycliste professionnel, né à Vesoul.
- Jonas Martin est un footballeur français né le 9 avril 1990 à Besançon. Il est actuellement[Quand ?] milieu offensif au club Stade rennais.
- Jérémy Mathieu : Ancien footballeur international français. Né le 29 octobre 1983 à Luxeuil-les-Bains (Haute-Saône).
- Camel Meriem, né le 18 octobre 1979 à Audincourt (Doubs), est un footballeur international français.
- Francis Mourey : né le 8 décembre 1980 à Chazot,est un coureur cycliste professionnel spécialiste du cyclo-cross. Champion de France de cyclo-cross.
- Vincent Nogueira, né le 16 janvier 1988 à Besançon (Doubs), est un ancien footballeur français qui a pris sa retraite en 2020.
- Benoît Pedretti : est un footballeur professionnel et international français né le 12 novembre 1980 à Audincourt (Doubs). Son poste de prédilection est milieu de terrain défensif.
- Aurélie Perrillat-Collomb : championne de ski (nordique), née à Champagnole,(Jura).
- Alain Perrin né le 7 octobre 1956 à Lure en Haute-Saône, est un ancien joueur de football et actuellement entraîneur de football français.
- Stéphane Peterhansel (1965), pilote de rallye-raid auto et moto, 6 fois vainqueur en moto et 4 fois vainqueur en auto du Paris-Dakar, né à Échenoz-la-Méline,(Haute-Saône).
- Thibaut Pinot : Coureur cycliste, membre de l'équipe FDJ, né à Mélisey.
- Sanjin Prcić, né le 20 novembre 1993 à Belfort, est un footballeur international bosnien. Il évolue au poste de milieu de terrain avec le Racing Club de Strasbourg Alsace, et avec l'équipe de Bosnie-Herzégovine.
- Grégory Pujol : un footballeur professionnel français qui évolue au poste d'avant-centre.né le 25 janvier 1980 à Champagnole,(Jura).
- Bernard Renault : né le 8 août 1956 à Montbeliard. Kayakiste, champion de France, champion du Monde par équipe (1977) et champion d'Europe.
- Jules Rimet : (14 octobre 1873 - 15 octobre 1956), né à Theuley (Haute-Saône), inventeur de la Coupe du monde de football.
- Claude Robin (1960), footballeur et entraîneur professionnel.
- Alexandre Rousselet : champion de ski (nordique), né à Pontarlier.
- David Sauget, né le 23 novembre 1979 à Champagnole dans le Jura, est un footballeur français évoluant au poste de défenseur.
- Robert Schurrer (1890-1972), athlète français spécialiste du sprint, né à Vesoul.
- Léo Schwechlen, né le 5 juin 1989 à Montbéliard (Doubs), est un footballeur français. Il joue au poste de défenseur gauche avec Erzurumspor en Turquie.
- Michel Vautrot : né le 23 octobre 1945 à Antorpe (Doubs), est un ancien arbitre international français de football.
- Arthur Vichot : Coureur cycliste, membre de l'équipe FDJ, champion de France sur route 2013, né le 26 novembre 1988  à Colombier-Fontaine.
- Frédéric Vichot (1959), ancien cycliste professionnel, né à Vesoul.
- Patrice Vicq (1944), footballeur professionnel puis avocat, né à Vesoul.
- Ghani Yalouz : ou Abdelghani Yalouz, né le 28 janvier 1968 à Besançon, est un ancien lutteur français qui s'illustrait en lutte gréco-romaine.